# Tigist Tufa
Tigist Tufa (née le 26 janvier 1987) est une athlète éthiopienne, spécialiste des courses de fond. 

## Biographie
En 2014, elle remporte le Marathon de Shanghai et porte son record personnel sur la distance à 2 h 21 min 52 s.
Le 26 avril 2015, elle s'impose lors du Marathon de Londres dans le temps de 2 h 23 min 21 s. 

### Palmarès
| Date | Compétition         | Lieu    | Résultat | Épreuve  | Performance     |
| ---- | ------------------- | ------- | -------- | -------- | --------------- |
| 2015 | Marathon de Londres | Londres | 1re      | Marathon | 2 h 23 min 21 s |

### Records
| Épreuve  | Performance     | Lieu     | Date            |
| -------- | --------------- | -------- | --------------- |
| Marathon | 2 h 21 min 52 s | Shanghai | 2 novembre 2014 |